# Sant Mateu de Bages (església)
Sant Mateu de Bages és l'església parroquial que domina la vila del mateix nom a la comarca del Bages. En la seva majoria és de principis del segle xix en què es va reconstruir i ampliar per ser massa petita i estar en molt mal estat. És una església romànica inclosa en l'Inventari del Patrimoni Arquitectònic de Catalunya i protegida com bé cultural d'interès local.

## Descripció

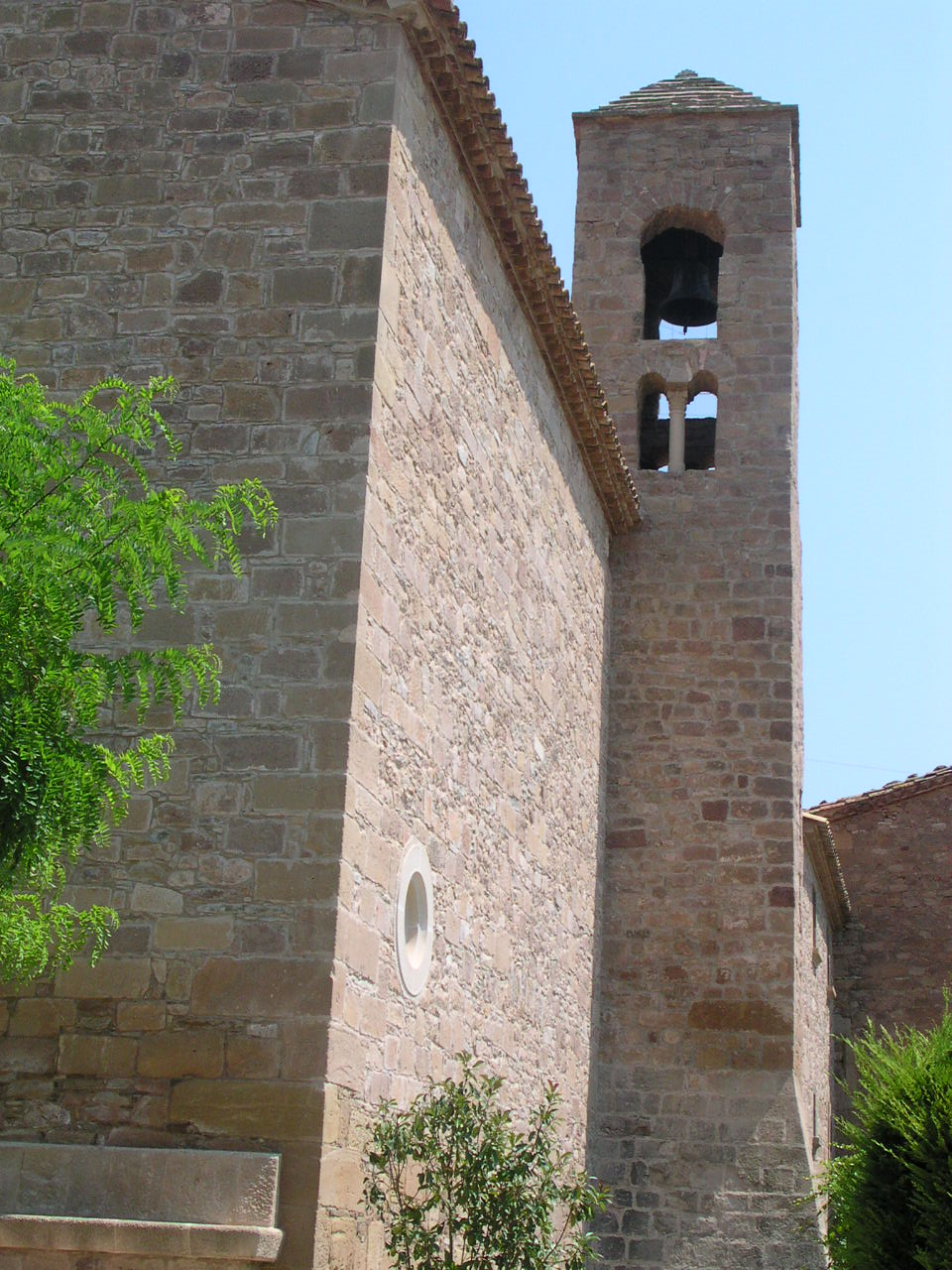
Campanar de l'església de Sant Mateu de Bages

L'edifici és de planta rectangular, sense creuer, adossada a una casa a la part posterior. Presenta una nau central amb altars laterals. La façana és molt simple: un portal alçat que s'accedeix per una petita escalinata, i un òcul a sobre, coronat per una inscripció gòtica. La coberta és a dues aigües. Just sobre l'altar hi ha un cos sobresortint que ressalta aquesta part en l'exterior. Destaca com a element important, el seu campanar de torre quadrada situat al lateral esquerra -al mig- i que data del segle x. L'interior és senzill i relativament ben conservat.
El campanar de la torre, preromànic de torre quadrada està constituït per tres pisos i amb finestres amb els característics arcs de ferradura a quatre cares, els quals contenien uns capitells corintis rústics -avui localitzats al Museu Comarcal de Manresa es conserven quatre capitells d'aquest campanar del segle x d'estil corinti. El campanar es tracta d'un prisma de 2,97 m de costat x 15,80 m d'alçada, les parets internes del qual s'aprimen per mitjà d'un graó als 5,10 metres de terra. Destaca per esser de construcció irregular, de pedres escairades a cop de martell en filades d'alçada desigual, units amb morter de calç, sorra i pinyolenc. És originari de l'any 983, i conserva totes les seves parts menys la coberta.

## Història
De l'església no en consta cap notícia anterior al segle x, però de les restes que n'han quedat del primitiu temple es demostra la seva existència en aquest període. L'any 983 es consagrà l'església a Sant Llorenç, moment en què el campanar ja hi figura. L'església consta com a donació del comte de la Cerdanya, Oliba Cabreta, al monestir de Sant Llorenç prop Bagà. És l'any 1078 quan apareix documentat per primera vegada quan se li fan uns llegats. Al segle xiii passa a ser parròquia i ja en el 1359 tenia 37 focs. L'any 1936 durant la Guerra Civil espanyola, tot el que hi havia a l'interior de l'església va ser destruït.